# Septimius
Septimius (oder Septiminus) war einer der zahlreichen Gegenkaiser in der Zeit der Reichskrise des 3. Jahrhunderts. In den meisten Handschriften der Epitome de Caesaribus wird sein Name mit Septiminus wiedergegeben, im Codex Urbinas und bei Zosimos heißt er dagegen Septimius.
Er wurde um 271 in Dalmatien zum römischen Kaiser ausgerufen. Seine Revolte gegen den etablierten Kaiser Aurelian verlief rasch im Sande und er wurde nach kurzer Regierungszeit von seinen eigenen Truppen getötet.